# Польмаркылькы
Польмаркылькы (устар. Польморгаль-Кы) — река в России, протекает по территории Ямало-Ненецкого автономного округа. Устье реки находится в 119 км по правому берегу реки Часелька. Длина реки составляет 80 км.
- В 9 км от устья по правому берегу реки впадает река Кыпа-Польмаркылькы.
- В 54 км от устья по правому берегу реки впадает река Вэркы-Польмаркылькы.
- В 60 км от устья по левому берегу реки впадает река Нениэль-Польмаркылькы.

## Данные водного реестра
По данным государственного водного реестра России относится к Нижнеобскому бассейновому округу, водохозяйственный участок реки — Таз, речной подбассейн реки — подбассейн отсутствует. Речной бассейн реки — Таз.
Код объекта в государственном водном реестре — 15050000112115300067967.